# Glenea discomaculata
Glenea discomaculata är en skalbaggsart som beskrevs av Stefan von Breuning 1958. Glenea discomaculata ingår i släktet Glenea och familjen långhorningar.
Artens utbredningsområde är Filippinerna. Inga underarter finns listade i Catalogue of Life.